# Platja del Port
|  | «Platja del Port» redirigeix aquí. Vegeu-ne altres significats a «Platja del Port de Sagunt». |

La platja del Port o platja des port és una platja de sorra mallorquina, del terme municipal de Ses Salines, situada a l'important centre turístic de sa Colònia de Sant Jordi. Està encaixonada entre el port (d'aquí ve el seu nom) i es Turó.
És una platja molt concorreguda per banyistes, sobretot turistes. Antigament era molt més llarga però va reduir en llargària degut a l'ampliació del port. S'hi accedeix des del carrer Gabriel Roca i té unes dimensions de 155 metres de llargària per 35 d'amplada.